# CBFB
CBFB‏ (Core-binding factor subunit beta) هوَ بروتين يُشَفر بواسطة جين CBFB في الإنسان.